# Microphthalmus indefatigatus
Microphthalmus indefatigatus är en ringmaskart som beskrevs av Westheide 1974. Microphthalmus indefatigatus ingår i släktet Microphthalmus och familjen Hesionidae. Inga underarter finns listade i Catalogue of Life.